# 湖山真
湖山 真(こやま しん)は、日本のライトノベル作家。群馬県出身。

## 経歴・人物
2006年10月、湖山眞生名義で投稿した「雨とカノンと水の音」が、第13回電撃小説大賞最終候補に残るも落選。翌2007年5月には、眞木空人名義の応募作「ウォーターズ・ウィスパー」が第11回角川学園小説大賞で〈奨励賞〉を受賞。同作を『手のひらに物の怪 : 耳鳴坂妖異日誌』へと改題・改稿し、2009年5月に角川スニーカー文庫よりデビューした。普段は勤め人の兼業作家である。

## 作品リスト

### 角川スニーカー文庫
- 手のひらに物の怪 : 耳鳴坂妖異日誌（2009年5月）
- あかつきにゴースト : 耳鳴坂妖異日誌（2009年9月）
- となりにヴァンパイア : 耳鳴坂妖異日誌（2009年11月）
- カレイドメイズ 半熟姫のあかるい国家計画（2010年12月）
- カレイドメイズ 2 もえない課題とやける乙女心（2011年3月）
- カレイドメイズ 3 魔法じかけの純情な感情（2011年9月）
- カレイドメイズ 4 眠れる玉座と夢みる未来予測（2012年1月）

### 角川ホラー文庫
- キリノセカイ 1. キオクの鍵（平沼正樹/原作、2013年2月）
- キリノセカイ 2. 報復のサガ（平沼正樹/原作、2013年4月）
- キリノセカイ 3. 目醒のウタ（平沼正樹/原作、2013年12月）

### 小学館ジュニア文庫
- オオカミ少年・こひつじ少女 2 (環方このみ/原作・イラスト)（2014年1月）

### 宝島社このライトノベルがすごい!文庫
- 神滅騎竜の英雄叙事詩（2014年3月）

### 一迅社文庫
- 聖剣と魔杖の多重継承（2015年11月）
- 偽装の聖剣と竜装の戦姫（2016年5月）